# Dmitrij Nazarov
Dmitrij „Dima“ Valentinovič Nazarov (ázerbájdžánsky Dmitri Nəzərov, rusky Дмитрий Валентинович Назаров; * 4. dubna 1990, Krasnoarmejsk, Kazašská SSR, Sovětský svaz) je německo-ázerbájdžánský fotbalový útočník a reprezentant Ázerbájdžánu, který od roku 2016 působí v klubu FC Erzgebirge Aue.

## Reprezentační kariéra
V A-mužstvu Ázerbájdžánu debutoval 27. 5. 2014 pod trenérem Berti Vogtsem v přátelském utkání v San Franciscu proti domácímu týmu USA (porážka 0:2).